# Kroktjärnen (Jokkmokks socken, Lappland, 736525-171921)
Kroktjärnen är en sjö i Jokkmokks kommun i Lappland och ingår i Luleälvens huvudavrinningsområde. Sjön är 7,2 meter djup, har en yta på 0,102 kvadratkilometer och är belägen 158,1 meter över havet.

## Delavrinningsområde
Kroktjärnen ingår i det delavrinningsområde (736280-172469) som SMHI kallar för Mynnar i Finnselet. Medelhöjden är 141 meter över havet och ytan är 17,9 kvadratkilometer. Det finns inga avrinningsområden uppströms utan avrinningsområdet är högsta punkten. Krokabäcken som avvattnar avrinningsområdet har biflödesordning 2, vilket innebär att vattnet flödar genom totalt 2 vattendrag innan det når havet efter 111 kilometer. Avrinningsområdet består mestadels av skog (71 procent) och sankmarker (21 procent). Avrinningsområdet har 0,16 kvadratkilometer vattenytor vilket ger det en sjöprocent på 0,9 procent.